# Roux

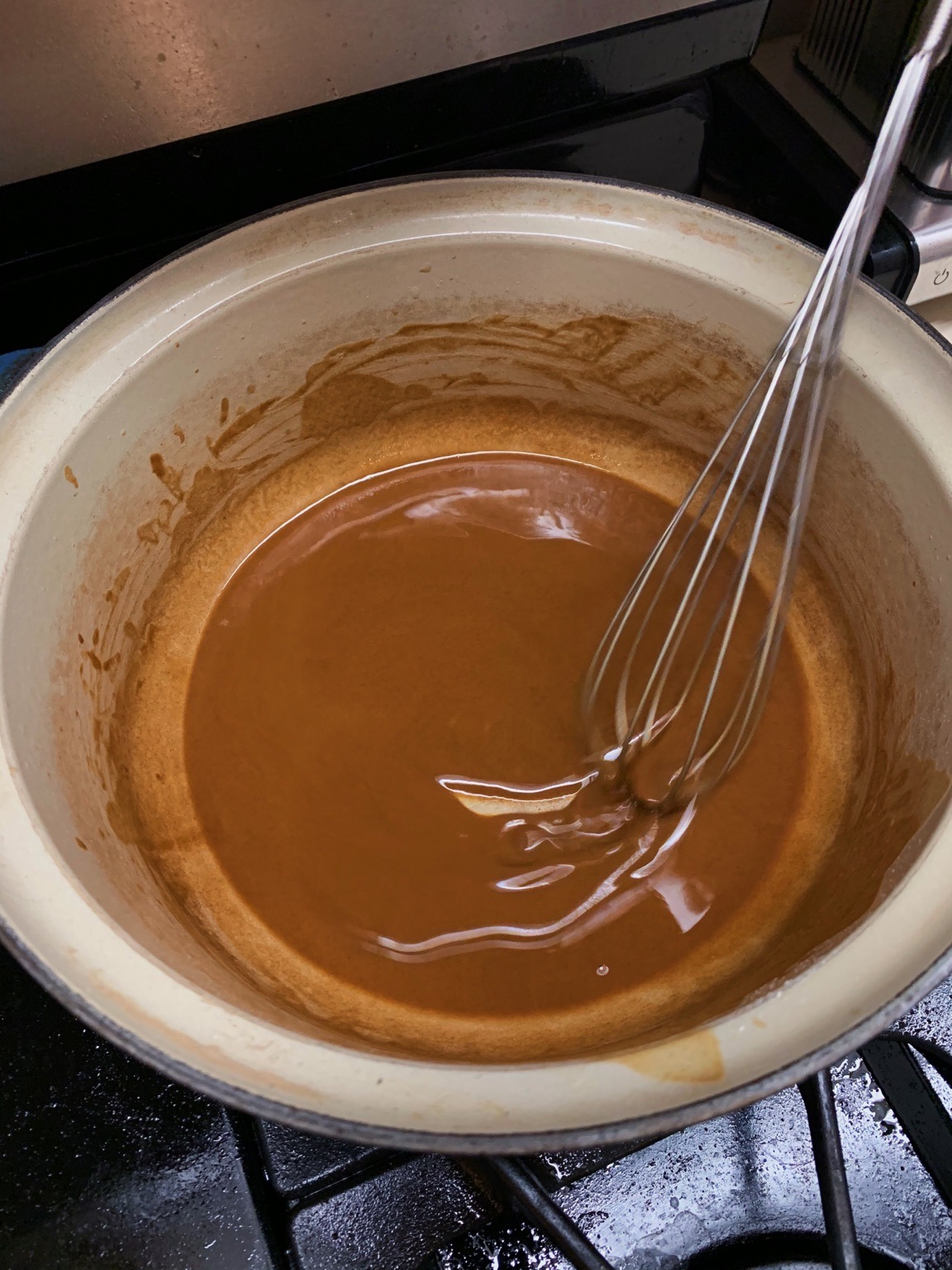
Một roux đen đang được làm

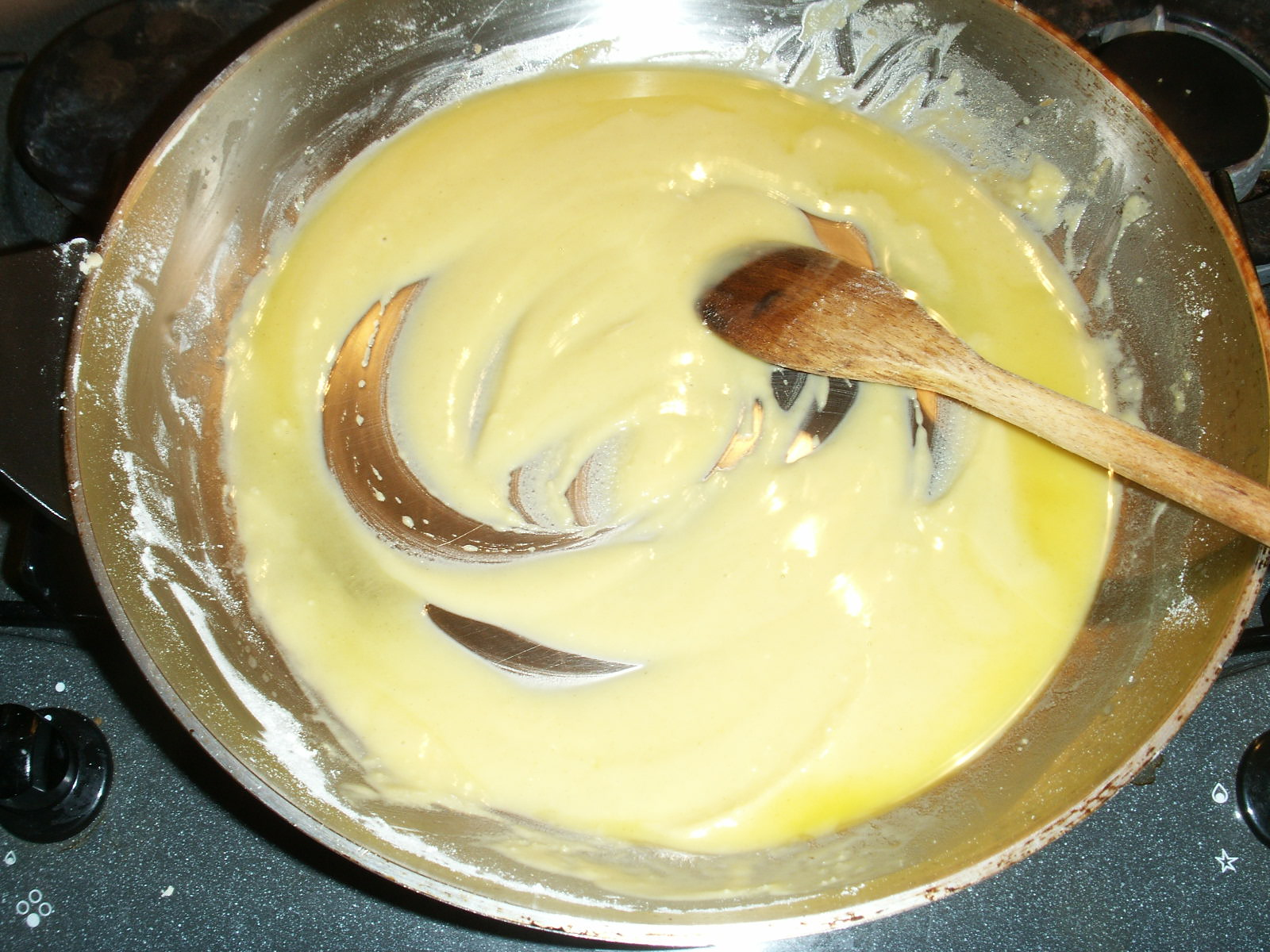
Một roux trắng

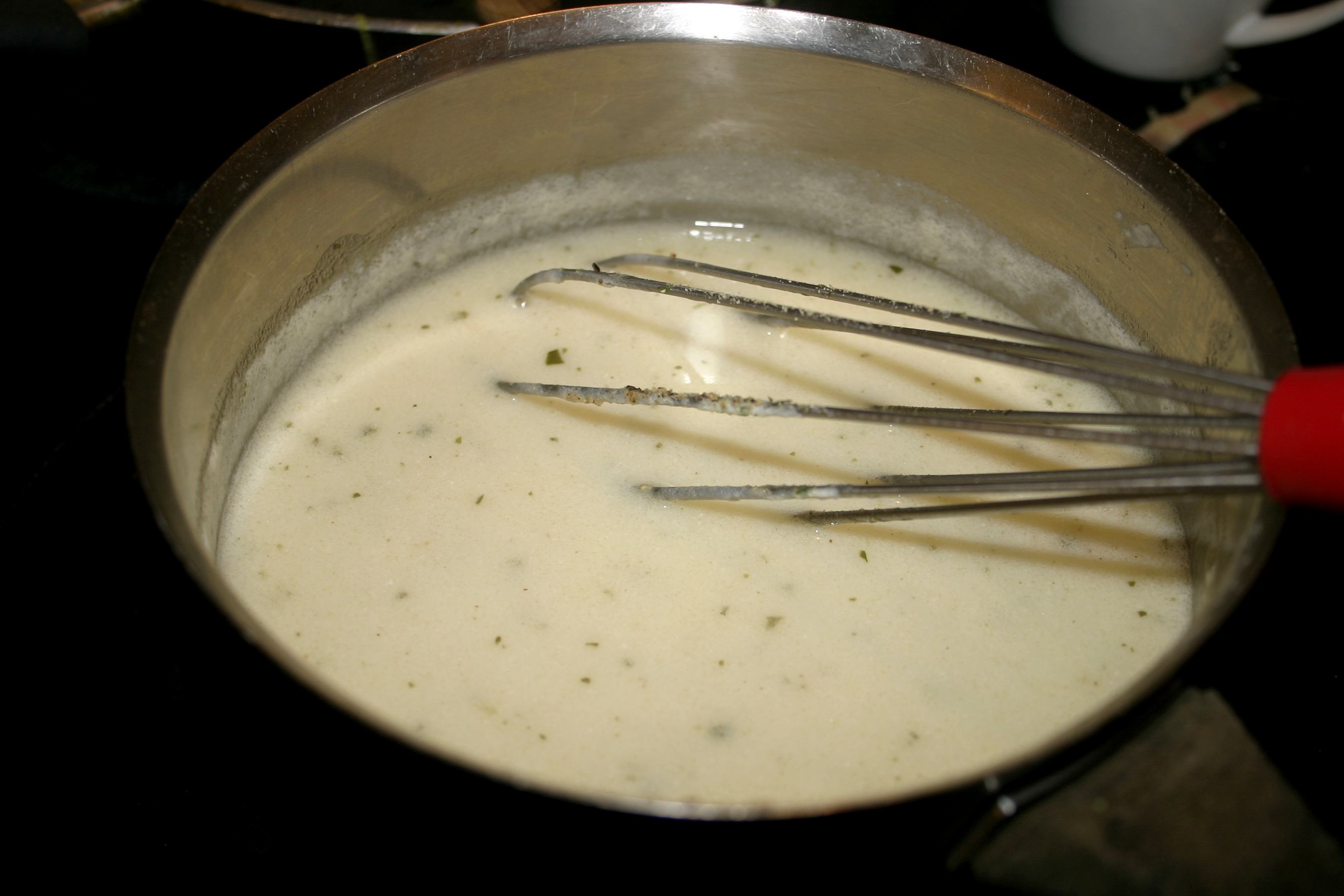
Một loại sốt dựa trên roux

Roux (/ˈruː/) là bột và chất béo nấu với nhau và sử dụng để làm đặc nước sốt. Roux thường được làm từ các phần bột và chất béo bằng nhau theo trọng lượng. Bột năng cho vào mỡ hoặc dầu đã đun chảy trên bếp, trộn đều cho đến khi bột mịn, chín tới độ nâu mong muốn. Bơ, thịt lợn muối xông khói hoặc mỡ lợn là những chất béo thường được sử dụng. Roux được sử dụng như một chất làm đặc cho nước thịt, nước sốt, súp và món hầm. Nó cung cấp nền tảng cho một món ăn và các thành phần khác được thêm vào sau khi món roux hoàn thành.

## Công dụng
Chất béo thường là bơ trong ẩm thực Pháp, nhưng có thể là mỡ lợn hoặc dầu thực vật trong các món ăn khác. Roux được sử dụng trong ba trong số năm loại sốt mẹ của cách nấu ăn cổ điển của Pháp: sốt béchamel, sốt velouté và sốt espagnole.
Trong ẩm thực Cajun, roux được làm bằng mỡ hoặc dầu thịt xông khói thay vì bơ và nấu chín tới có màu nâu sẫm hoặc trung bình, mang lại nhiều hương vị phong phú, nhưng làm cho nó mỏng hơn.
Ẩm thực Trung châu Âu thường sử dụng mỡ lợn (trong nó trả lại theo mẫu) hoặc thêm dầu gần đây rau thay vì bơ cho việc chuẩn bị của Roux, được gọi là zápražka  bằng tiếng Slovak, jíška  bằng tiếng Séc, zasmażka  bằng tiếng Ba Lan, zaprška  (запршка) bằng tiếng Bosnia, Croatia, Serbia và Macedonian, zaprazhka (запръжка) bằng tiếng Bungari, rántás  bằng tiếng Hungary và Mehlschwitze  bằng tiếng Đức.
Cà ri Nhật Bản, hoặc karē (カレー karē), được làm từ roux được làm bằng cách chiên bột cà ri vàng, bơ hoặc dầu và bột mì với nhau. Thuật ngữ tiếng Pháp roux  đã trở thành một từ mượn trong tiếng Nhật, rū (ルー rū), hoặc cụ thể hơn là karērū (カレールー karērū, curry roux).
Roux (meyane ) đã được sử dụng trong ẩm thực Ottoman và Thổ Nhĩ Kỳ ít nhất là từ thế kỷ 15.

## Phương pháp
Chất béo được đun nóng trong nồi hoặc chảo, đun chảy chất béo nếu cần. Sau đó, bột mì được thêm vào. Hỗn hợp này được đun nóng và khuấy đều cho đến khi bột kết lại, sau đó nấu cho đến khi ít nhất là khi vị bột thô không còn rõ ràng và đã đạt được màu sắc mong muốn. Màu lúc cuối cùng có thể từ gần trắng đến gần đen, tùy thuộc vào thời gian đun nóng và mục đích sử dụng. Kết quả cuối cùng là một chất làm đặc và tạo hương vị.
Roux thường được làm với bơ làm cơ sở chất béo, nhưng nó có thể được làm bằng bất kỳ chất béo ăn được nào. Đối với nước thịt, chất béo tạo ra từ thịt thường được sử dụng. Trong ẩm thực vùng Mỹ, thịt xông khói đôi khi được dùng để tạo ra chất béo để dùng trong món roux. Nếu không có bơ đã làm sạch, dầu thực vật thường được sử dụng khi sản xuất roux sẫm màu, vì nó không bị cháy ở nhiệt độ cao như bơ nguyên hạt.

## Các loại
Roux nhạt (hoặc "trắng") cung cấp ít hương vị ngoài sự đậm đà đặc trưng cho món ăn, và được sử dụng trong nấu ăn kiểu Pháp và một số loại nước thịt hoặc bánh pastry trên khắp thế giới.
Roux màu sẫm hơn được làm bằng cách ủ bột mì trong dầu trong thời gian dài hơn và thêm hương vị hấp dẫn riêng biệt cho món ăn. Chúng có thể được gọi là "tóc vàng", "bơ đậu phộng", "nâu" hoặc "sô cô la" roux tùy thuộc vào màu sắc của chúng. Màu càng đậm, hương vị càng đậm đà.
Cách nấu ăn của người Swabia (Tây Nam Đức) sử dụng roux đậm hơn cho "nước dùng màu nâu" (braune Brühe), ở dạng đơn giản nhất, không có gì khác hơn ngoài mỡ lợn, bột mì và nước, với lá nguyệt quế và muối để làm gia vị.     Roux đậm thường được làm bằng dầu thực vật, có điểm bốc khói cao hơn bơ, và được sử dụng trong ẩm thực Cajun và Creole cho món kẹo cao su và món hầm. Roux càng sẫm màu, độ làm đặc của nó càng ít; roux sô cô la có sức làm đặc bằng 1/4 so với roux trắng, tính theo trọng lượng. Một roux rất sẫm màu, chỉ bị cháy và chuyển sang màu đen, có màu hơi đỏ rõ rệt và đôi khi được gọi là roux "gạch".

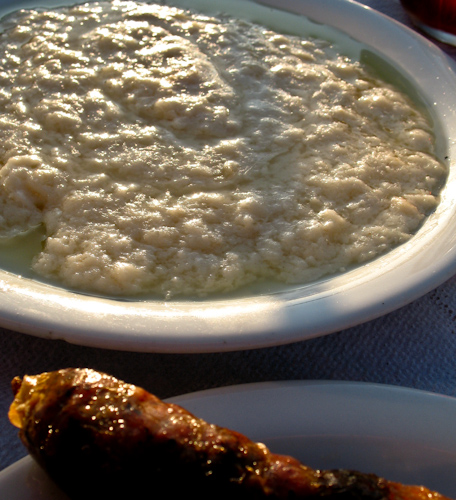
Một món staka phục vụ như một phần của meze, Souda, Crete

### Cretan staka
Staka (στάκα) là một loại roux đặc biệt của ẩm thực Crete. Nó được chế biến bằng cách nấu kem sữa cừu trên ngọn lửa nhỏ với bột mì hoặc tinh bột: phần giàu protein của chất béo trong bơ đông tụ với bột mì hoặc tinh bột và tạo thành món staka thích hợp, được phục vụ nóng. Nó thường được ăn bằng cách nhúng bánh mì vào đó, đôi khi được phục vụ cùng với khoai tây chiên.
Phần chất béo tách ra để tạo thành stakovoutyro, bơ staka, được giữ lại để sử dụng sau này và có hương vị phô mai nhẹ. Staka bơ được sử dụng trong Cretan cơm thập cẩm (piláfi), thường được phục vụ tại các đám cưới.

### Mirtoxe của người Kurd
Mirtoxe là một loại roux khác được người Kurd dùng trong bữa sáng.

## Giải pháp thay thế
Các đầu bếp có thể thay thế roux bằng cách thêm hỗn hợp nước lạnh và bột mì vào món ăn cần làm đặc, vì nhiệt của nước sôi sẽ giải phóng tinh bột ra khỏi bột; tuy nhiên, nhiệt độ này không đủ cao để khử mùi vị của bột. Hỗn hợp nước và bột được sử dụng theo cách này thường được gọi là "cao bồi roux", và trong ẩm thực hiện đại, nó được gọi là nước rửa trắng. Nó không thường xuyên được sử dụng trong nấu ăn nhà hàng, vì nó truyền đạt hương vị cho món ăn thành phẩm mà một đầu bếp ẩm thực nổi tiếng truyền thống sẽ coi là không thể chấp nhận được. Bột ngô (được gọi là bột ngô ở Hoa Kỳ) có thể được sử dụng thay cho bột mì. Vì cần ít độ đặc hơn, nó truyền ít mùi vị bột thô hơn, và nó cũng làm cho nước sốt cuối cùng sáng bóng hơn.
Để thay thế cho roux, có nhiều chất béo và rất giàu năng lượng, một số đầu bếp người Creole đã thử nghiệm nướng bột mì không dầu trong chảo nóng như một sự bổ sung cho kẹo gumbo. Bột ngô trộn với nước (bùn), dong riềng và các chất khác cũng có thể được sử dụng thay cho roux. Những thứ này không góp phần tạo nên hương vị cho món ăn và chỉ được dùng để làm đặc chất lỏng. Gần đây, nhiều đầu bếp đã chuyển sang một nhóm các hóa chất tự nhiên được gọi là hydrocolloid. Ngoài việc không có hương vị và có khả năng hoạt động như một chất làm đặc, kết cấu tạo ra được một số người cho là vượt trội hơn,     và chỉ cần một lượng nhỏ để có hiệu quả mong muốn.

## Liên kết ngoại
- Bản mẫu:Cookbook-inline
- Định nghĩa của roux tại Wiktionary